# San Fernando de la Buena Vista
San Fernando de la Buena Vista je město v Argentině na území provincie Buenos Aires. Je sídlem partida San Fernando. V roce 2010 v něm žilo 145 165 obyvatel. Je součástí aglomerace Velkého Buenos Aires, přičemž se nachází severozápadně od vlastního Buenos Aires.